# Polyommatus albomarginata
Polyommatus albomarginata är en fjärilsart som beskrevs av Tutt 1910. Polyommatus albomarginata ingår i släktet Polyommatus och familjen juvelvingar. Inga underarter finns listade i Catalogue of Life.